# Иркутский тракт
Ирку́тский тракт (ранее также: Томско-Иркутский тракт, Иркутский городской тракт, Главный Иркутский тракт, Иркутская дорога) — название участка Сибирского тракта к востоку от Томска, ведущего к Красноярску и Иркутску.
Иркутским трактом также называется улица в Октябрьском районе Томска, от которой начинается автодорога Р400, соединяющая Томск с Мариинском.

## История
С давних времён по этому участку Сибирского тракта из Томска на восток шли обозы с пушниной, шерстью, золотом, икрой, воском, а во встречном направлении везли товары из Китая. По Иркутскому тракту выходили из Томска лица направленные в сибирскую ссылку.
В 1891 году, для торжественной встречи прибывающего в Томск с визитом цесаревича Николая, по Иркутскому тракту был построен павильон, демонтированный несколько лет спустя, ввиду постройки пересекающей тракт железной дороги, тогда же неподалёку от этого места появился и железнодорожный вокзал, куда с этого времени стали прибывать и многочисленные ссыльные арестанты, для временного размещения которых в 1904—1906 годах по Иркутскому тракту была построена пересыльная тюрьма.
В июле 1897 года, согласно постановлению городской думы Томска, Русское пороховое общество получило в аренду на 12 лет участок в 100 саженях от Иркутского тракта и в 1 версте от железнодорожной линии под склад для производства и продажи пороха.
С начала XX века начинается массовое освоение прилегающих к тракту земель. Так, в 1901 году состоялись торги по аренде 20 земельных участков, общей площадью 5365 квадратных саженей.
Через несколько лет ещё один участок земли арендовало военное ведомство и построило там стрельбище и казармы (в которых в 1941 году разместится эвакуированный из Москвы подшипниковый завод).
Жилое строительство по Иркутскому тракту начато решением Думы от 1908 года:

Ввиду постройки казарм для Красноярского полка в кварталах N° 104 и 105, перевода на Воскресенскую гору Окружного суда […] заселение выгонных земель против Воскресенского кладбища должно развиваться, а между Алексее-Александровской улицей и Иркутским трактом разбить правильные кварталы и ввести в селитебную часть города посредством изменения плана.
Впервые как улица Томска Иркутский тракт упоминается в 1911 году. Тогда эта улица начиналась от Белого озера и шла в северо-восточном направлении до границы города. 30 мая 1949 года участок Иркутского тракта, к западу от железнодорожного переезда, вошёл в состав новообразованной улицы Пушкина. В последующие годы протяжённость улицы увеличилась в восточном направлении, в результате застройки, сначала — частными домами, затем почти полностью — многоэтажными типовыми. На улице можно встретить почти все типы массовой застройки: от шлакоблочных бараков до современных панельных и монолитных домов. Нечётную сторону Иркутского тракта в границах напротив улиц Беринга и Бела Куна занимают лесопосадки.

## Достопримечательности
- Мемориальная доска на здании областного управления ГИБДД (дом 79), в память о сотрудниках ведомства, погибших при исполнении служебных обязанностей[1].

- В июне 2006 года у дома 37б был установлен памятник дворнику (автор — Сергей Куценко)[1][2], который весной 2015 года перенесён вглубь квартала, между домами 27/2 и 27/3, во вновь обустроенный сквер «Сиреневый»[3].

- В августе 2008 года, неподалёку от памятника дворнику, у проходной «Карьероуправления», открыт памятник старичку-домовичку по проекту скульптора Олега Кислицкого[4].